# Toñi Serna
Antonia Serna Serrano, más conocida como Toñi Serna (Elche, Alicante, 26 de abril de 1967) es una política española del PSOE. Es diputada en las Cortes Valencianas y es la principal dirigente orgánica de Alicante en el PSPV-PSOE, donde es la secretaria de Acción Electoral.

## Biografía
Es licenciada en Geografía e Historia por la Universidad de Alicante en 1992. Posteriormente especializada en historia y gestión del patrimonio. Desde 2004 a 2007 trabajó como técnico administrativo en el ayuntamiento de Callosa de Ensarriá, desde 2007 a 2010 fue la gerente de la Asociación de Comerciantes de Elche.
En 2010, con 43 años, tiene su primera toma de contacto con la política y el PSOE, al ser nombrada secretaria de la Comisión de Garantías provincial. En junio de 2012, tras el congreso provincial del PSPV, se convierte en la secretaria de Igualdad, y tres meses más tarde, se convierte en Secretaria de Organización provincial, tras la repentina dimisión de Esteban Vallejo. En la Secretaría de Organización permanece 5 años desde 2012 a 2017, convirtiéndose en una de los principales referentes socialistas de provincia de Alicante.
Además, el 15 de octubre de 2015, se incorpora a la ejecutiva del PSPV, tras la remodelación que realiza el Secretario General, Ximo Puig, a los pocos meses de que los socialistas valencianos recuperasen el gobierno de la Generalidad Valenciana tras 20 años.
El 30 de julio de 2017, en el 13 Congreso Nacional del PSPV, es elegida secretaria de Acción Electoral, convirtiéndose en la principal dirigente orgánica de la provincia de Alicante en el PSPV en una ejecutiva encabezada por el Secretario General, Ximo Puig.

## Cargos desempeñados
Cargos orgánicos:
- Secretaria de la Comisión de Garantías del PSPV provincial (2010-2012).
- Miembro del Comité Nacional del PSPV (2012-2017).
- Secretaria de Igualdad del PSPV provincial (2012).
- Miembro del Comité Federal del PSOE (2014-2016)
- Secretaria de Organización del PSPV provincial (2012-2017).
- Secretaria de Movilización y Dinamización del PSPV (2015-2017).
- Secretaria de Acción Electoral del PSPV (2017-)

Cargos institucionales:
- Diputada autonómica (2015-)